# Ancient Futures: Lessons from Ladakh for a Globalizing World
Ancient Futures: Lessons from Ladakh for a Globalizing World (Futuros antiguos: lecciones desde Ladakh para un mundo globalizado), publicado originalmente con el subtítulo Learning From Ladakh (Aprendiendo de Ladakh), es un libro de Helena Norberg-Hodge. Se publicó por primera vez en 1991.

## Sinopsis
La primera parte del libro describe la naturaleza de la región de Ladakh en el momento en que Helena llegó por primera vez en 1975, antes de la afluencia de ideas y bienes materiales occidentales. En concreto habla de cómo las mujeres Ladakhi disfrutaban de un alto estatus social y los lazos familiares y comunitarios eran muy fuertes. La segunda parte del libro describe cómo Ladakh cambió social, ecológica y económicamente a medida que se desarrollaba.
Ancient Futures analiza la noción de progreso y explora las causas profundas de los problemas que enfrenta una sociedad altamente industrializada. El libro ha sido traducido a casi 40 idiomas y es utilizado regularmente por movimientos de bases para crear conciencia sobre los problemas relacionados con la globalización y la pérdida de la sabiduría indígena.